# Gaetano Manfredi
Gaetano Manfredi (Ottaviano, Nápoles, Italia, 4 de enero de 1964) es un político, ingeniero y docente universitario italiano, alcalde de Nápoles desde 2021.

## Biografía
Tras conseguir el diploma de Liceo Classico en Nola, se inscribió en la Facultad de Ingeniería de la Universidad de Nápoles Federico II, donde se graduó cum laude en 1988. En 1998 fue nombrado profesor de Tecnología de la Construcción en la misma universidad y, el 1 de noviembre de 2014, rector. El año siguiente, fue elegido como Presidente de la Conferencia de Rectores de las Universidades Italianas (CRUI), siendo reelegido en 2018.
Entre 2006 y 2008, fue asesor técnico del Ministro de Reformas e Innovaciones en la Administración Pública Luigi Nicolais, durante el Segundo Gobierno Prodi.
El 28 de diciembre de 2019, fue nombrado Ministro de Universidades e Investigación en el Segundo Gobierno Conte. Durante su mandato, tuvo que enfrentar los problemas de las Universidades relacionados con la pandemia de COVID-19, ordenando clases online a los estudiantes en las zonas más golpeadas por la enfermedad.
En 2021, fue candidato a la alcaldía de Nápoles como independiente por una coalición de centroizquierda formada por el Partido Democrático, Movimiento 5 Estrellas, Centro Democrático, Europa Verde, Moderados y otras listas locales. Manfredi ganó en primera vuelta con el 62,88% de los votos.
Hijo del exconcejal de Nola Gianfranco Manfredi, militante del Partido Socialista Italiano, y hermano mayor del político Massimiliano Manfredi, está casado con la médica Concetta Del Piano, más conocida como Cettina, y tiena una hija, Sveva.

## Obras
- con Angelo Masi y Rui Pinho (2007). Valutazione degli edifici esistenti in cemento armato. Pavía: Iuss Press. ISBN 978-88-6198-013-6.
- con Edoardo Cosenza y Marisa Pecce (2008). Strutture in cemento armato. Basi della progettazione, 1ª ed. Milán: Hoepli. ISBN 978-88-203-3929-6.
- con Stefano D'Alfonso y Aldo De Chiara (2018). Mafie e libere professioni. Come riconoscere e contrastare l'area grigia. Roma: Donzelli. ISBN 978-88-6843-779-4.